# Jurnalul Telegrafic
Jurnalul Telegrafic a fost o revistă bilunară din România tipărită în București între 1 iulie 1900 și 1906.
Era gândită ca un organ științific profesional al funcționarilor poștali, tratând probleme privitoare la telegrafie, telefonie și poștă.
A funcțonat în paralel cu Revista Societăței Corpului Telegrafo-Poștal.
Din comitetul de redacție făceau parte G.M. Radacovici, Vasile Sava și D. Marinescu din serviciul tehnic al Direcției Generale a Telegrafelor, Telefoanelor și Poștelor.
În cadrul revistei a fost publicat în fascicule de 4-8 pagini un «Curs complet teoretic și practic de construcții de linii» de: I. Mântulescu (Dirigintele Oficiului Telegrafic Craiova), Vasile Sava și D. Marinescu. Revista a fost editată de «Institutul de Arte Grafice și Editura Minerva» din București. 
Revista poate fi studiată la Biblioteca Academiei Române la codul P I 1504.